# Tiempo de Odio
Tiempo de Odio es una banda de hardcore punk originaria de la comuna de Huechuraba, Santiago de Chile.

## Historia
El grupo surgió a finales del año 2003 en la comuna de Huechuraba (Chile), con Marcos Hinojosa (voz), Jonathan Aceiton (guitarra), Alberto Hinojosa (batería) y Héctor Morales (bajo).  
En noviembre de 2004 grabaron su primer disco, llamado La utopía de la paz. Editado en marzo de 2005 fue distribuido por los sellos independientes Troskot de Bulgaria y En tus venas de Chile.  
En septiembre de 2006, el grupo terminó de grabar su segundo disco junto a Duff 21, incluye seis temas de cada una; salió a la luz en enero del 2007 y también fue distribuido por sellos independientes (Unión y difusión de Argentina, y En tus venas de Chile).  
En abril del 2007 se integraron a la banda Andrés Morales como segundo vocalista y Ángelo Conejeros como segundo guitarrista. 
El sello discográfico «Pólvora negra records» editó en el año 2010 el último concierto de la banda, llamado Último show con ocho temas, grabado en el año 2008. 
Se reunieron para celebrar sus 10 años el 2 de febrero de 2013. Fecha de su última presentación.

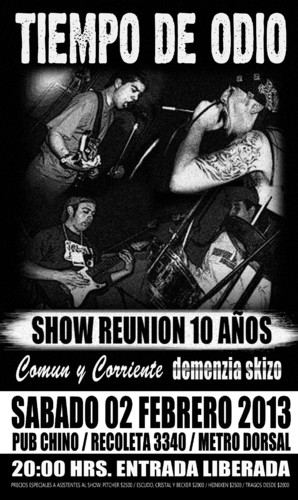
Afiche de reunión de 10 años. Realizado por hardtimes grafica.

## Discografía
| Año  | Título                               | Tipo  | Discográfica          |
| ---- | ------------------------------------ | ----- | --------------------- |
| 2004 | La Utopía de la paz                  | LP    | XLC Records           |
| 2007 | Diferentes barrios, el mismo orgullo | Split | En tus venas records  |
| 2010 | Último show                          | LP    | Pólvora negra records |